# 王様のオーパーツ
『王様のオーパーツ』（おうさまのおーぱーつ）は、『週刊少年チャンピオン』2007年2・3号より連載、27号で連載終了した西川淳作の少年漫画作品。

## 概要
それを手にしたものは世界を統べると言われる伝説の宝玉「王様のオーパーツ」を求め、少年イジャンは仲間たちと共に冒険の旅に出る。

## 登場人物

### 主要登場人物
イジャン・グッパ
主人公。下品で馬鹿でお調子者だが、情熱と冒険心にあふれた少年。11歳。王様になるため、「王様のオーパーツ」を求め“王獲りの旅”に出る。頭に王冠をかぶっている。赤子の時に両親に捨てられ、豚の乳を飲んで育った。しかし親を恨むことはなく、生んでくれただけで感謝している。特技は「イジャ子」女顔負け女装。ラッ（プ）！モッ（プ）！チューリッ（プ）！の掛け声（屁）で顔面に強烈な屁をかます「おなラップ」、気絶した人間も一発で目を覚ます「マウスtoオケツ」、巨大なたこを完食できる食欲がある。「雄兵のオーパーツ」、「とおちゃんの手紙」を所持している。ギンガ一派と戦闘の際に「雄兵のオーパーツ」と合体し16歳になってしまう。カスとカスオーパーツがくっついて最強のカスとなった。必殺技はパンチの連打で相手をボコボコにする「おヘイヘイヘイヘイーーイ」、筋肉を圧縮しダイヤモンドより硬くする「筋圧縮」、筋圧縮からブロンソンと筋肉大移動で巨大なパンチを繰り出す「ブロイジャンパンチ」。
レド・キルマーニ
クールな17歳の青年。病気の母を救うため「白衣のオーパーツ」を探す旅をしている。情に厚く、ユーモアあふれる一面もある。特技として医療技術、銃器（ショットガン）の使用に長けている。必殺技は敵をテープでぐるぐる巻きにする「テーピングスキン」。「オーパーツガイドブック」「ヤマタノオロチ」を所持している。
ブロンソン
イジャンと同じ母豚の乳を飲んで育った豚。兄弟豚は全員イジャンに食われ、自分もいつか食われるのではないかとおびえている、イジャンに食べられそうな時に人間のように賢い機転でなんとか回避できている。いつもイジャンを背中に乗せている。イジャンにオーパーツを匂いで探すオーパーツピッグという役割を与えられているが、鼻づまりのため鼻が全く利かない。
ルピナ・トゥインクルスター
元気で明るい14歳の少女。オーパーツが8年間も出ていない枯渇鉱山「スター鉱山（マイン）」を取り仕切る親方の娘。妹への学費の仕送りをしながら鉱夫募集の旅をしていた、港町「タイソカ」でお色気作戦をしている所にイジャン達と出会いスカウトする。「トゥインクルスターのオーパーツ」を所持している。
マリナ・トゥインクルスター
ルピナの双子の妹。極度の人見知りで無口な少女。亡くなった母親の遺言に従ってオーパーツ学者になるために進学校「王立オーパーツアカデミー」に通っていたが、スター鉱山の一大事を聞きつけて政府軍特別調査隊に参加。トラップオーパーツに襲われていたところをイジャン達に救われ、姉のルピナと再会する。特技は超高等技術であるトラップオーパーツの「安全開錠（セーフティアンロック）」や、古代文字が読めたりする。「ビックリ・オーパーツ」を大量に所持している。イジャンのことを自分の物と思っている。

### 政府軍特別調査隊
スキャット
スター鉱山で発見された遺跡を探索するために派遣された、政府軍特別調査隊の隊長。猫のような風貌。「猫怨（にゃおん）のオーパーツ」を所持している。
シュラユキ
スキャットの部下。長髪黒髪の美女。20歳。年下好みでエッカート、ヤマタノオロチ君（レド）がお気に入り。「アフロディーチのオーパーツ」を所持している。
シャウホン
スキャットの部下、目つきの悪い強面の24歳青年。シュラユキに惚れている。子供の時に人売りにさらわれた、人売りの船で航海中に事故に遭遇し、その事故の際に鮫に襲われ片目に傷、足は鮫に食べられるという重傷を負っている。「赤鮫（レッドシャーク）のオーパーツ」を所持している。
エッカート
オーパーツがザックザク掘れるという噂の「ゲッター鉱山（マイン）」の幹部。19歳。冷酷で嫌味な男。ハイレベルオーパーツを横取りするために政府軍特別調査隊に参加した。王立オーパーツアカデミーを歴代最高の成績で卒業した天才。年上に興味はない。「大鷲のオーパーツ」を所持している。

### ギンガ一派
ギンガ
政府軍も手を焼く5人の悪党集団「ギンガ一派」を率いる青年。極悪非道な性格で、ルピナのファーストキッスを無理やり奪った。伝説のオーパーツ「四天王のオーパーツ（影虎）」を所持している。
カセ
ギンガの手下の青年。メガネを掛け、陰険そうな外見。高い知力が自慢。「オウのオーパーツ」を所持している。
ドセ
ギンガの手下の大男。顔に大きなアザがあり仮面をつけている。巨体を生かした武力が自慢。「トツのオーパーツ」を所持している。
スイセ…（名称不完全）
ギンガの手下の少女。ギンガ一派の紅一点だったが、イジャン（16歳）のことを気に入って一緒にマジョカ島に行くことになった。マリナとは恋のライバル。
剛腕の男（名称不明）
ギンガの手下の青年。丸刈りで目つきが悪い。関西弁を使用する。「ゴウワンのオーパーツ」を所持している。

### その他
リルファム
イジャンの師匠の若い女性。孤児寺の主で、巫女のような格好をしている。捨て子だったイジャンを拾って育て、冒険者として鍛えた。
ゼニ・トゥインクルスター
「スター鉱山」を取り仕切る親方。ルピナとマリナの親父。筋骨隆々とした大柄の中年男性。二人の娘を溺愛している。鉱山の地下に遺跡が発見されたため、政府によって鉱山が閉鎖されてふてくされ、酒場で飲んだくれていた。
橘兄妹
オーパーツを探している兄妹冒険者。兄はカンフー服、妹は巫女のような格好をしている。兄は橘家家訓「活かせよ好機」が口癖。
オカジマ／オカＧ
オーパーツ精製師の青年。中学時代に世話してやったレドに「オカジマ先輩」と呼ばれ慕われている。「アリババのオーパーツ」を所持している。
神童サリ
わずか15歳で「王獲りランキング」8位に登りつめた猛者。「月のオーパーツ」を所持している。

## 専門用語
オーパーツ
いつの時代にいかなる目的で造られたか定かではない謎の宝玉。解錠（アンロック）することで中に封印された強力な能力を発現できる。現在80種類が確認されている。赤いオーパーツは不吉とされている。手にすれば世界を統べると言われる伝説の宝玉『王様のオーパーツ』には宝玉に王冠印がある。工場でオーパーツを精製すると七色の煙が出る。
オーパーツレベル
オーパーツを使用し続けることで使用したオーパーツに対して熟練度（レベル）があがる。オーパーツレベルをあげることでオーパーツに秘められている、より強大な力や技を発揮することができる。
オーパーツガイドブック
80種のオーパーツの特徴、見つかった地域、情報屋の所在地、最強オーパーツ集団サイクロン一家のインタビューが載っている激レアな一冊。
バキャモン
怪物や超獣の総称。バキャモンの巣には高確率でお宝が存在する。
ナカネー
この世界のお金の単位。
トラップオーパーツ
呪い・トラップ系のオーパーツのこと。いわゆるハズレ。
解除条件（アンロックコンディション）
オーパーツの力を発現するために必要な条件。特に条件のないものもあれば、厳しい条件が課せられるものもある。
王立オーパーツアカデミー
オーパーツの知識や古代文字解読術などを学べる学校。生まれついての天才しか入学できないと言われる超難関校。
安全解除（セーフティアンロック）
トラップオーパーツを安全に開ける方法。超高等技術を必要とする。
ダブル解除（ダブルアンロック）
オーパーツ使用している状態から別のオーパーツを開錠したり、2つのオーパーツを同時に開錠することにより、強力な力を得ることができる。
王獲りランキング
オーパーツを探す凄腕冒険者が記録されている。
オーパーツ外骨格（シールド）
レアオーパーツを守るシールドの役割をしている、巨大な上に何層にも重ねてガードされている為、外すには専用のオーパーツが必要となる。
バイオレント
世界中から強い奴らがあつまるオーパーツバトル大会、マジョカ島で開催される、イジャン達が旅している年の優勝賞品は「白衣のオーパーツ」である。

## オーパーツ一覧
雄兵（おヘイ）のオーパーツ
主人の命令を聞かず、バカッ面だけはナンバーワン、戦闘力はミミズ以下という最低最弱のカスオーパーツ。発動条件は一日一万キロカロリーの食事量。必殺技は目にしみるほど臭いおならをする「らっきょの屁」と筋肉の部分移動。おヘイを出した者はその後もずっと不幸が付いて回ると言われる。バカ同士イジャンとは気が合うようで、唯一イジャンだけが操ることができる。
大鷲のオーパーツ
使用者は大鷲のような羽が生え、空を飛ぶことができる、売れば1億ナカネー以上の価値がある。
トゥインクルスターのオーパーツ
使用者はゴスロリ衣装に変身し、空手の達人になる。二人同時に解錠（アンロック）する必要がある。必殺技は二人で敵にキックを連打する「爆双脚」。
四天王のオーパーツ
超ハイレベルオーパーツのひとつ。円月島のロウ遺跡で発見された。
四天王のオーパーツの一つはギンガが所有する、「影虎」能力は2匹の影の虎をあやつることができる。
天変地異のオーパーツ
超ハイレベルオーパーツのひとつ。シキ平野のデスレパード遺跡で発見された。
血ィ吸いババアのオーパーツ
トラップオーパーツのひとつ。人間を襲う巨大な老婆を召喚する。
赤鮫（レッドシャーク）のオーパーツ
使用者は戦闘服に変身し、右腕が鮫のような形をした武器になる。必殺技は左目に出現するスカウターのような片眼鏡で照準を定め、右腕の鮫が巨大化して敵を喰う「イーティス砲（キャノン）」。
アフロディーチのオーパーツ
世界に数個しか存在しないレアオーパーツのひとつ。使用者は踊り子のような衣装に変身し、巨大な力を得る。必殺技は胸からビームを放つ「バストバーン」。解除条件（アンロックコンディション）が非常に厳しく、解除（アンロック）するためにはバスト100以上ウエスト55以下ヒップ88以下でキュッとしまっていること、さらには輝く美貌がなければならない。
火星ダコのオーパーツ
トラップオーパーツのひとつ。口から火を吹いて人間を襲う巨大なタコを召喚する。かつて「ナンブ共和国」を数分で焼き尽くしたという最悪最恐のトラップオーパーツだが、安全解除（セーフティアンロック）を行うことで弱体化し、食べるとおいしいタコになる。必殺技は口から電撃を放つ「しびれ球」。
ビックリ・オーパーツ
オモチャ会社「ポミー」から発売されているオーパーツ。開けるとかわいいキャラクターが飛び出す。定価2千ナカネー。
猫怨（にゃおん）のオーパーツ
生物を猫に変化させる技「猫化（にゃんか）ビーム」を使う巨大な猫を召喚する。「オーパーツ外骨格（シールド）」を外すことができる。このオーパーツが倒されると、猫にされた者のほとんどは元に戻る（ビームを少し浴びた使用者は元に戻らなかった）。
白衣のオーパーツ
どんな病気でも治すと言われるレアオーパーツ。レドはこれを求めて旅に出た。
黒衣のオーパーツ
使用者は政府軍の黒服に変身できる。
アリババのオーパーツ
使用者はアラビア風の衣裳に変身し、他人の所持金を透視する「盗賊の眼（シーフ・アイ）」と、透視した者の所持金を盗み取る「盗賊の手（シーフ・ハンド）」と弓矢状の衝撃波を放つ「ドローボウ」を使えるようになる。解除条件（アンロックコンディション）は左右合わせて150kg以上の握力。使用者の心を悪に引き込む邪悪なオーパーツでもある。
月のオーパーツ
探査艇のオーパーツ。他のオーパーツを探し出す事が出来る。解除条件はバージン。
オウのオーパーツ＆トツのオーパーツ
オウのオーパーツ、トツのオーパーツを合わせて2人で開錠することにより開錠した者同士が合体する。オーパーツは基本的に球体だが、オウのオーパーツは凸形、トツのオーパーツは凹形をしている。
ゴウワンのオーパーツ
パンチで太い柱を破壊できるほど、腕力があがる。
オーエンのオーパーツ

## オーパーツにまつわる言い伝え
『王ハ魔巣デ眠ル』
宝玉はとてつもなく恐ろしい場所にあるという。
『遺跡にお宝はつきもの』
古代遺跡にはハイレベルオーパーツが眠っている可能性が高いという。